# Вальтер Горак
Вальтер Горак (нім. Walter Horak; 1 червня 1931 — 24 грудня 2019) — австрійський футболіст, нападник.

## Клубна кар'єра
У дорослому футболі дебютував 1954 року виступами за команду клубу «Вінер Шпорт-Клуб», в якій провів п'ять сезонів, взявши участь у 130 матчах чемпіонату. У складі «Вінер Шпорт-Клуба» був одним з головних бомбардирів команди, маючи середню результативність на рівні 0,64 гола за гру першості.
Згодом з 1959 по 1961 рік грав у складі команд клубів «Ваккер» (Відень) та «Аустрія» (Відень). 1962 року захищав кольори французького клубу «Сошо».
Завершив професійну ігрову кар'єру у клубі «Швехатер», за команду якого виступав протягом 1962—1966 років.

## Виступи за збірну
1954 року дебютував в офіційних матчах у складі національної збірної Австрії. Протягом кар'єри у національній команді, яка тривала загалом 7 років, провів у формі головної команди країни лише 13 матчів, забивши 3 голи.
У складі збірної був учасником чемпіонату світу 1958 року у Швеції.